# Hundkex

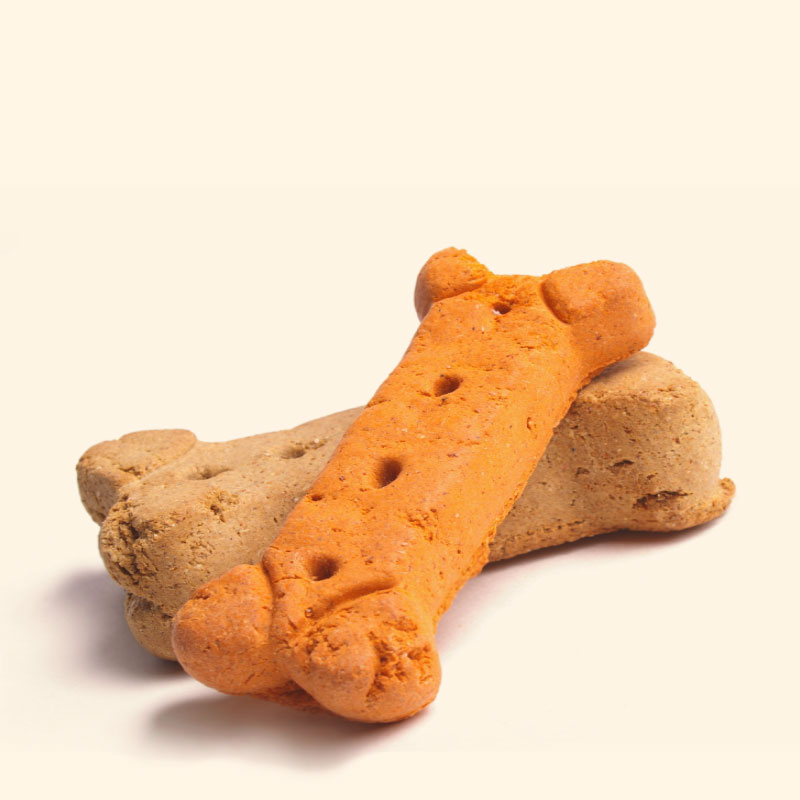
Hundkex.

Hundkex är ett hårt kexbaserat kosttillskott för hundar eller andra hunddjur liknande ett mänskligt mellanmål.